# Kris Bowers
Kris Bowers (Los Angeles, 1989) é um compositor e pianista americano. Como reconhecimento, foi nomeado ao Critics' Choice Movie Awards de 2019 na categoria de Melhor Trilha Sonora por Green Book (2018).